# Cuerna sayi
Cuerna sayi är en insektsart som beskrevs av Nielson 1965. Cuerna sayi ingår i släktet Cuerna och familjen dvärgstritar. Inga underarter finns listade i Catalogue of Life.